# Biblioteca Digital Pública de Estados Unidos
La Biblioteca Digital Pública de Estados Unidos ("Digital Public Library of America", DPLA) es un proyecto destinado a introducir a gran escala biblioteca pública digital. Fue lanzado por la Universidad de Harvard Berkman Center for Internet & Society en 2010, con el dinero de la Fundación Alfred P. Sloan. Su fin "tiene como objetivo unificar esas fuentes tan dispares como la Biblioteca del Congreso de Estados Unidos, el Internet Archive, diversas colecciones académicas y presumiblemente cualquier otra colección que tenga sentido para incluir .... Todavía tienen que ... decidir cuestiones como qué tan cerca a su catálogo el presente vendrá. Hay una disputa respecto a la denominada «obras huérfanas» y otras cuestiones de derecho de autor ".
John Palfrey, codirector del Berkman Center, declaró en 2011: "Aspiramos a establecer un sistema por el que todos los estadounidenses puedan tener acceso a la información y el conocimiento en formatos digitales de una manera que es" libre para todos ". Es de ninguna manera un plan de sustitución de las bibliotecas, sino más bien crear un recurso común para las bibliotecas y clientes de todo tipo ".
Entre las críticas al proyecto:. Su vaguedad, la falta de cohesión interna, la superposición potencialmente redundantes con esfuerzos similares (tales como el Proyecto Gutenberg), y el potencial de reorientar la ayuda financiera de distancia de las actuales bibliotecas públicas. Se ha sugerido que, en contraste con la biblioteca del ladrillo-y-mortero pública, una biblioteca pública digital no puede ser adecuado para la capacitación de alfabetización de adultos o la promoción del desarrollo cognitivo de niños pequeños.
Harvard personal está construyendo una plataforma de biblioteca digital programado para ser lanzado en la primavera de 2013.

## Junta de directores
En septiembre de 2012, se nombró una Junta Directiva inaugural para guiar el DPLA: Cathy Casserly, directora ejecutiva de Creative Commons; Paul Courant , bibliotecario universitario y decano de bibliotecas, profesor colegiado de políticas públicas Harold T. Shapiro, profesor Arthur F. Thurnau, profesor de economía y profesor de información en la Universidad de Míchigan ; Laura DeBonis, ex directora de asociaciones de bibliotecas para la Búsqueda de libros de Google ; Luis Herrera, bibliotecario municipal de la ciudad y el condado de San Francisco ; y John Palfrey , director de la escuela, Phillips Academy Andover. En 2015, John Palfrey, el presidente fundador de la junta, fue sucedido por Amy Ryan de la Biblioteca Pública de Boston y Jennifer 8. Lee también se unió a la junta. 
Daniel J. Cohen fue nombrado Director Ejecutivo fundador en marzo de 2013.